# マッチング (無線工学)
無線工学におけるマッチングは、インピーダンス整合(Impedance Matching)と同じ意味であるが、ここでは無線機器、特にアンテナにおけるマッチングについて述べる。
アンテナにおけるマッチングとは、給電線からアンテナに接続する部分で、給電線から見たアンテナ側の特性インピーダンスのインピーダンス値を給電線の特性インピーダンスのインピーダンス値（同軸ケーブルはたいてい50Ωか75Ω）に一致（インピーダンス整合）させ、給電線とアンテナの間でエネルギーの反射が無いように接続することである。
同軸ケーブルとアンテナのマッチングを行う機器名や商品名をアンテナ・カップラーまたはアンテナ・チューナーと言う。最近ではコンピューター制御により調整を自動化したものもある。なお、単にカップラーと言う場合は、方向性結合器(Directional Coupler)の意味で使われることもあるので注意が必要である。
マッチング回路はバンドパスフィルタとしても動作するため、送信機からの不要な電波の輻射を抑えるためにも有効である。

## 同軸ケーブルとアンテナのマッチング
同軸ケーブルの特性インピーダンス（ほとんどは50Ωまたは75Ω）と、アンテナのインピーダンスのマッチングを行うには、コイルとコンデンサを組み合わせた集中定数によるマッチング回路、分布定数によるマッチング回路、集中定数と分布定数の組み合わせによるマッチング回路を用いる。集中定数のマッチング回路には、接続の形により次のような種類がある。ただし、この種類分けは基本に過ぎず、実際の設計ではこの形にとらわれる必要はない。
- L型回路（Lマッチ）
- T型回路（Tマッチ）
- π型回路（πマッチ）
- 誘導結合マッチング回路（2つのコイルを誘導結合したもの。トランスと同じ）

送信機に真空管が用いられていた時代には、真空管回路の出力インピーダンスが非常に高く、また高調波を除去する回路が他に無かったため、終段と給電線の間に必ずマッチング回路を設けた。トランジスタの場合は高周波特性に優れた伝送線路トランスを用いてインピーダンス整合を行い、高調波を除去するフィルタ回路を別に設けることが多い。

## 給電線とアンテナのマッチング
アマチュア無線の八木アンテナ等で用いられるマッチングについて説明する。基本的には電子回路でおこなわれるマッチングと同じであるが、アンテナの一部分としての分布定数と集中定数を組み合わせて作られている点、調整の容易性が重視されている点に特徴がある。
給電線とアンテナのインピーダンスが異なる場合、コイルとコンデンサを用いる方法ではなく、アンテナのエレメント（ラジエーター、放射器）上の給電位置を移動させることによってマッチングを行う方法がある。
デルタ・マッチ（Yマッチ）
1/2波長より少し短いエレメントの中心から離れた左右対称の2点に給電する方法。給電線とエレメントが三角形（Y字型）に見えることからこの名がある。調整が難しいため、あまり用いられない。
Tマッチ
1/2波長より少し短いエレメントの中心から離れた左右対称の2点に、Tロッド（マッチング・ロッド）と呼ばれるエレメントに平行な導体棒を通して給電する方法。エレメントとTロッドの接続部分（給電点）はショートバーと呼ばれる可動式の摺動子を用いて接続し、この位置を移動してマッチングの調整を行う。調整を容易にするため、Tロッドと給電線の間にコンデンサを挿入することが多い。
ガンマ・マッチ
Tマッチの給電点の片側をエレメントの中央に直接接続とした方法。同軸ケーブルでの給電に対応している。エレメントの電位が左右対称にならない欠点があるが、構造が簡単なため広く用いられる。エレメントと平行な導体棒はガンマ・ロッドと呼ばれる。ガンマ・ロッドと給電線の間には可変コンデンサを挿入する。
オメガ・マッチ
ガンマ・マッチでショートバーの位置を固定した場合に用いられる方法。同軸ケーブルの芯線とオメガ・ロッド（マッチング・セクション）の間にコンデンサ{\displaystyle C_{1}}を1個、さらにオメガ・ロッドと{\displaystyle C_{1}}の接続点と、エレメントの中央の間にコンデンサ{\displaystyle C_{2}}を1個接続する。
Qマッチ
給電線とアンテナの給電点の間に、1/4波長の伝送線路（Qセクション）を接続する方法。アンテナのインピーダンスを{\displaystyle Z_{\rm {A}}}、給電線の特性インピーダンスを{\displaystyle Z_{0}}とすると、アンテナと給電線とをマッチングさせるためのQセクションの特性インピーダンス{\displaystyle Z_{\rm {Q}}}は{\displaystyle Z_{\rm {Q}}={\sqrt {Z_{0}Z_{\rm {A}}}}}となる。
スタブ・マッチ
給電点に2本の電線（スタブ）を取り付ける方法。スタブの先端は電圧が最大の条件になることから、給電点における電圧の位相が定まる。2本の電線の先端を開放したものをオープンスタブ、短絡したものをショートスタブまたはヘアピンマッチと呼ぶ。